# Myxosoma funduli
Myxosoma funduli е вид Myxosporea от разред Bivalvulida, семейство Myxosomatidae.